# L'altra donna (film 1981)
L'altra donna è un film del 1981 diretto da Peter Del Monte. Menzione Speciale della Giuria alla Mostra internazionale d'arte cinematografica di Venezia del 1980.

## Trama
Olga è sposata con Philipp, un americano ed è la mamma di Andrea, un ragazzino di dieci anni. Philipp, freddo e ostile, non si prende cura di lei. Tradisce Olga e il loro matrimonio fallisce presto. Regina, una etiope assunta come governante, è una delle persone che sostengono Olga ma un giorno Regina scompare e Olga, sola e smarrita, va a cercarla.